# Швед, Александр Спиридонович
Алекса́ндр Спиридо́нович Швед (род. 19 января 1957, п. Белоречка, Кировградский горсовет, Свердловская область) ― советский и российский тенор, артист театра. Солист Марийского театра оперы и балета имени Э. Сапаева (1985―2012). Народный артист Республики Марий Эл (2007). Заслуженный артист Республики Марий Эл (1998).

## Биография
Родился 19 января 1957 года в посёлке Белоречка Кировоградского городского Совета Свердловской области. Отец — родом из Днепропетровской области Украины, мать — кубанская казачка. 
В 1976 году окончил Уральский политехнический техникум по специальности «техник-электрик».
В 1976―1978 годах служил в Советской армии, где пел в ансамбле песни и пляски Уральского военного округа. 
В 1985 году окончил Уральскую государственную консерваторию имени М. П. Мусоргского (класс профессора К. М. Родионовой).
В 1985 году приехал в г. Йошкар-Олу Марийской АССР: до 2012 года ― солист Марийского театра оперы и балета имени Э. Сапаева.
В 2012―2014 годах ― солист Астраханского театра оперы и балета. Также сотрудничал с театрами Ижевска, Волгограда, Саратова, Чебоксар и Саранска.
В настоящее время живёт и работает в Йошкар-Оле. Женат, супруга ― Нонна, сыновья ― Евгений и Владимир, музыканты. 

## Музыкальное творчество
Ещё во время учёбе в техникуме занимался музыкой: играл на гитаре в вокально-инструментальном ансамбле, пел в студии Уральского хора вместе с А. Малининым.
Является одним из лучших теноров в истории Марийского театра оперы и балета имени Э. Сапаева. Его дебютом на сцене театра стала одна из партий в «Иоланте» П. Чайковского вместе с солистом Большого театра СССР А. Эйзеном. В первые годы его репертуар был насыщенным и разнообразным: лирическо-драматические партии Водемона в «Иоланте» и Ленского в «Евгении Онегине» П. Чайковского, Альфреда в «Травиате» Д. Верди, Хозе в «Кармен» Ж. Бизе, Канио в «Паяцах» Р. Леонковалло, Туридду в «Сельской чести» П. Масканьи, Фауста в одноимённой опере Ш. Гуно, а также многочисленные роли в опереттах.
Выступает и как камерный певец. В его репертуаре, кроме оперных арий — романсы русских и зарубежных композиторов, русские народные песни, неаполитанские мелодии, а также популярные песни. Последние концерты артиста всё ближе к амплуа эстрадного певца: песни из репертуара М. Магомаева, В. Ободзинского, Ю. Антонова, Г. Лепса, Н. Баскова и других эстрадных певцов. Исполняет и русские народные песни (в обработках), и старинные русские романсы. 
В 2002 году стал участником программы «Три тенора», в которой выступал вместе с солистами Марийского театра О. Логиновым и Ю. Пичугиным. Концерт прошёл в сопровождении оркестра народных инструментов «Марий кундем» под управлением С. Элембаева. 
С 2007 года является автором и исполнителем ряда концертных программ: «Любимые мелодии из любимых оперетт», «Золотые хиты эпохи», «Под звездой Бельканто», «Берега моей жизни», «Звезда любви», «Весна любви», «Рождественская Русь» и др.
В 1998 году ему присвоено звание «Заслуженный артист Республики Марий Эл», а в 2007 году ― почётное звание «Народный артист Республики Марий Эл». Является членом Союза театральных деятелей России. 

## Основные роли
Список основных ролей тенора А. С. Шведа:
- Ленский («Евгений Онегин» П. Чайковский)
- Камилл де Росильон («Весёлая вдова» Ф. Легар)
- Эдвин («Королева чардаша» И. Кальман)
- Парис («Прекрасная Елена» Ж. Оффенбах)
- Самозванец («Борис Годунов» М. Мусоргский)
- Герман («Пиковая дама» П. Чайковский)
- Герцог («Риголетто» Дж. Верди)
- Альфред («Травиата» Дж. Верди)
- Канио («Паяцы» Р. Леонковалло)
- Левко («Майская ночь» Н. Римский-Корсаков)
- Хозе («Кармен» Ж. Бизе)
- Водемон («Иоланта» П. Чайковский)
- Фауст («Фауст» Ш. Гуно)
- Туридда («Сельская честь» П. Масканьи)
- Староста Сави («Акпатыр» Э. Сапаев)
- Граф Люксембург («Граф Люксембург» Ф. Легар)
- («Король вальса» И. Штраус)

## Признание
- Народный артист Республики Марий Эл (2007)[1][2][4]
- Заслуженный артист Республики Марий Эл (1998)[1][2][4]